# Сасела (Сондрио)
Сасела је насеље у Италији у округу Сондрио, региону Ломбардија.
Према процени из 2011. у насељу је живело 24 становника. Насеље се налази на надморској висини од 305 м.